# Кузьмин, Юрий Васильевич
Юрий Васильевич Кузьмин (род. 7 марта 1954, село Корсаково, Кабанский район, Бурят-Монгольская АССР, РСФСР, СССР) — российский историк, востоковед и монголовед, специалист по новой и новейшей истории Монголии и истории монголоведения. Доктор исторических наук (1998), профессор.

## Биография
Родился 7 марта 1954 года в селе Корсаково Бурят-Монгольской АССР в семье рабочих. Отец — заслуженный геолог Якутии, кавалер Ордена Ленина Василий Григорьевич Кузьмин. 
После окончания школы работал на Иркутском дрожзаводе и одновременно учился в радиотехнической школе ДОСААФ, получив специальность радиста третьего класса. В 1971 году поступил на вечернее отделение юридического факультета Иркутского государственного университета. 
В 1972—1974 годах проходил срочную службу в Вооружённых силах СССР, служил в радиоцентре штаба в Баку. Именно здесь впервые зародился интерес к истории и культуре стран Востока. 
В 1980 году окончил исторический факультет Иркутского государственного университета. Во время учёбы под руководством В. В. Свинина проходил историко-археологическую практику в Монгольской Народной Республике, что предопределило дальнейший научный интерес к этой стране. 
В 1985—2000 годах — старший преподаватель, доцент, профессор международного факультета Иркутского государственного университета. 
В 1986 году в Ленинградском государственном университете под научным руководством доктора исторических наук, профессора Л. А. Березного защитил диссертацию на соискание учёной степени кандидата исторических наук по теме «Современная общественная мысль МНР об основных проблемах некапиталистического развития Монголии в 1921—1940 годах» (специальность 07.00.03 — Всеобщая история).
В 1998 году в Иркутском государственном университете защитил диссертацию на соискание учёной степени доктора исторических наук по теме «Монгольский и Урянхайский вопросы в общественно–политической мысли России (конец XIX — 30–е гг. XX вв.)» (специальность 07.00.02 — Отечественная история). Научным консультаном выступил заведующий кафедрой новой, новейшей истории и международных отношений, доктор исторических наук, профессор Г. Н. Новиков. 
С 2000 года — профессор кафедры мировой экономики Байкальского государственного университета экономики и права (ныне — Байкальского государственного университета). В 2008 году организовал и возглавил научно-информационный и консультативный Центр изучения Монголии для студентов, магистрантов, аспирантов и докторантов при факультете мировой экономики БГУ.
Одновременно с этим, в 2004—2014 годах — профессор кафедры мировой истории Иркутского государственного педагогического университета. Работая на гуманитарном факультете ИГПУ с 2007 по 2013 годы осуществлял научное руководство Международного центра азиатских исследований (МЦАИ).

## Награды

### Россия
- Почётный работник высшего профессионального образования Российской Федерации (2004).
- Медаль общества Российско-монгольской дружбы (2008).
- Медаль «За труды в просвещении» (2009).
- Почётная грамота Министерства образования и науки Российской Федерации (2011).
- Заслуженный доктор Байкальского государственного университета экономики и права (2013).

### Монголия
- Золотая звезда Ю. Цеденбала (2007).
- Почётный доктор Монгольского государственного университета (2011).
- Орден Полярной звезды (2014).

## Научные труды

### Диссертации
- Кузьмин Ю. В. Современная общественная мысль МНР об основных проблемах некапиталистического развития Монголии в 1921—1940 годах: Автореф. дис. ... канд. ист. наук / Ленинградский гос. ун-т — Ленинград, 1986 — 16 с.
- Кузьмин Ю. В. Монгольский и Урянхайский вопросы в общественно–политической мысли России (конец XIX — 30–е гг. XX вв.): Автореф. дис. ... докт. ист. наук / Иркутский гос. ун-т — Иркутск, 1998 — 40 с.

### Монографии
- Кузьмин Ю. В. Монголия и «Монгольский вопрос» в общественно–политической мысли России (конец XIX — 30–е гг. XX вв.). Иркутск, 1997. 232 с.
- Кузьмин Ю. В. П. А. Бадмаев: дипломат, политик, предприниматель. Иркутск, 2002. 108 с.
- Кузьмин Ю. В. Иркутское монголоведение 1725—2004 гг.: исследователи и книги. Иркутск, 2004. 117 с.
- Кузьмин Ю. В. Экономика и культура Монголии на рубеже веков. Иркутск, 2004. 106 с.
- Кузьмин Ю. В. Восточные проекты доктора П. А. Бадмаева. Иркутск, 2006. 184 с.
- Кузьмин Ю. В., Свинин В. В. История изучения Монголии в Иркутске. Иркутск, 2006. 137 с.
- Кузьмин Ю. В. Монголия и Китай начала XX века в оценках российской военной разведки. Улан-Батор, 2007. 162 с.
- Кузьмин Ю. В. Монголия и Китай начала XX века в оценках российских военных исследователей. Иркутск, 2007. 132 с.
- Кузьмин Ю. В., Свинин В. В. Иркутская школа монголоведения (XVIII—XX вв.). Иркутск, 2014. 436 с.
- Кузьмин Ю. В. Доктор П. А. Бадмаев: учёный, дипломат, предприниматель. Москва, 2014. 182 с.
- Кузьмин Ю. В. и др. Концептуальные вопросы российско-монгольских отношений в первой половине XX века. Улан-Батор—Иркутск, 2016. 360 с.
- Кузьмин Ю. В., Суходолов А. П. Монголия и русско-монгольские отношения первой половины XX века: проблемы истории и историографии. Иркутск, 2016. 318 с.
- Кузьмин Ю. В., Суходолов А. П. История Монголии и её международных отношений в XX веке в работах монгольских и российских исследователей. Иркутск, 2018. 232 с.
- Кузьмин Ю. В., Цэрэн Н. Эпистолярное наследие академика Б. Ринчена. Иркутск, 2021. 180 с.
- Кузьмин Ю. В. и др. Национальные интересы России и Монголии в треугольнике Россия—Монголия—Китай: проблемы, противоречия и сценарии. Иркутск, 2021. 466 с.
- Кузьмин Ю. В. и др. Монголия — Россия: век независимости — век сотрудничества. Иркутск, 2021. 230 с.
- Кузьмин Ю. В., Козырская И. Е. Россия — Монголия — Китай: сотрудничество, вызовы, противоречия. Иркутск, 2023. 242 с.

### Сборники статей
- Кузьмин Ю. В. Восточные миражи доктора П. А. Бадмаева. Иркутск, 2006. 137 с.

### Справочно-энциклопедические издания
- Кузьмин Ю. В. Российские исследователи Монголии (библиографический словарь). Иркутск, 2021. 397 с.

### Учебные пособия
- Кузьмин Ю. В. Монгольский и Урянхайский вопросы в общественной мысли России (конец XIX — 30–е гг. XX вв.): к постановке проблемы. Иркутск, 1996. 56 с.
- Кузьмин Ю. В. Урянхай в системе русско-монголо-китайских отношений. Иркутск, 2000. 66 с.
- Кузьмин Ю. В. Россия и Монголия на рубеже веков: русско-монгольские отношения конца XIX — начала XX вв. в российских исследованиях. Иркутск, 2002. 100 с.
- Кузьмин Ю. В. История сибирского монголоведения. Иркутск, 2002. 56 с.
- Кузьмин Ю. В. Профессор Н. Н. Козьмин: историк и экономист. Иркутск, 2006. 68 с.